# Józef Miniewski

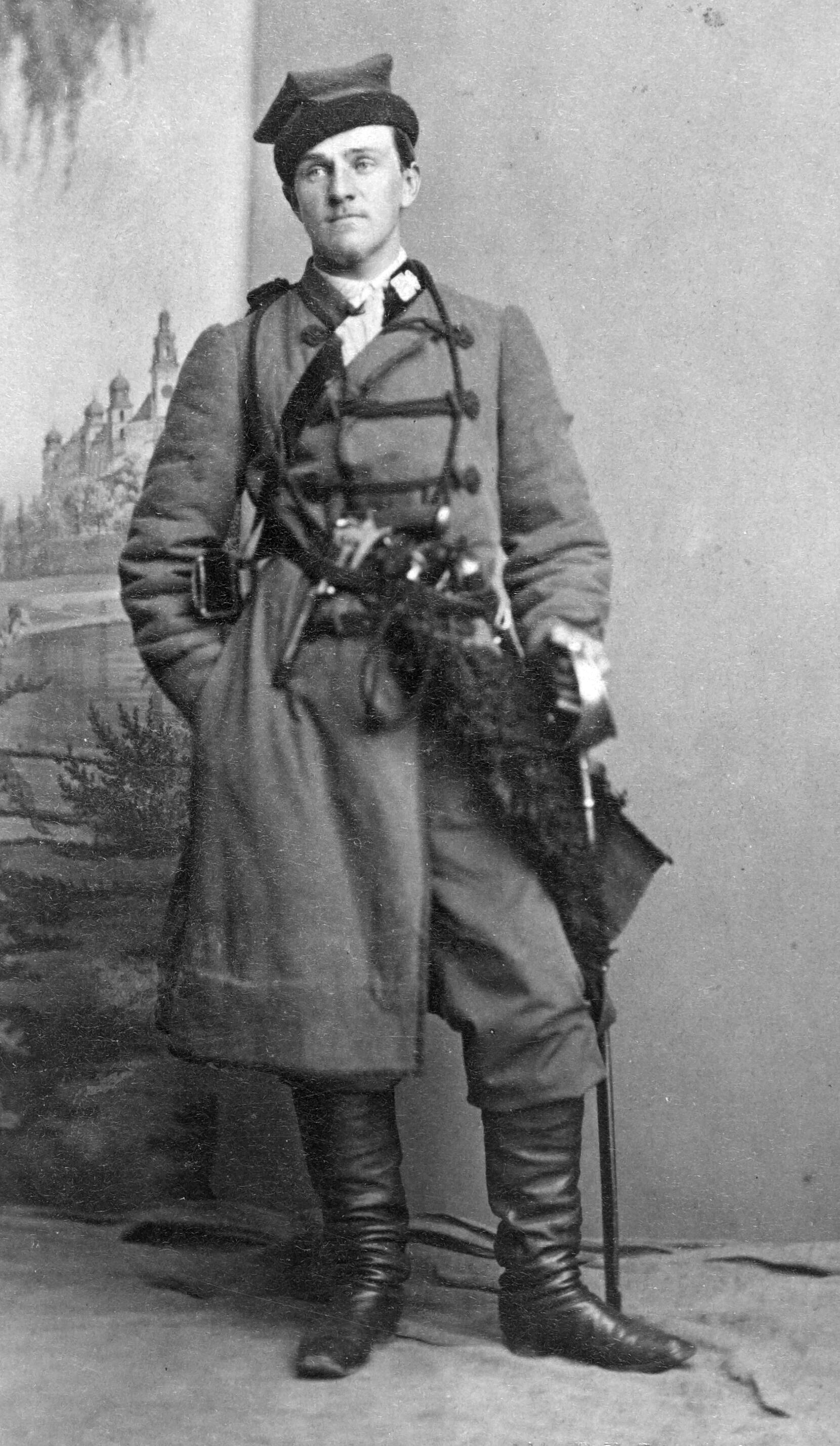
Józef Miniewski

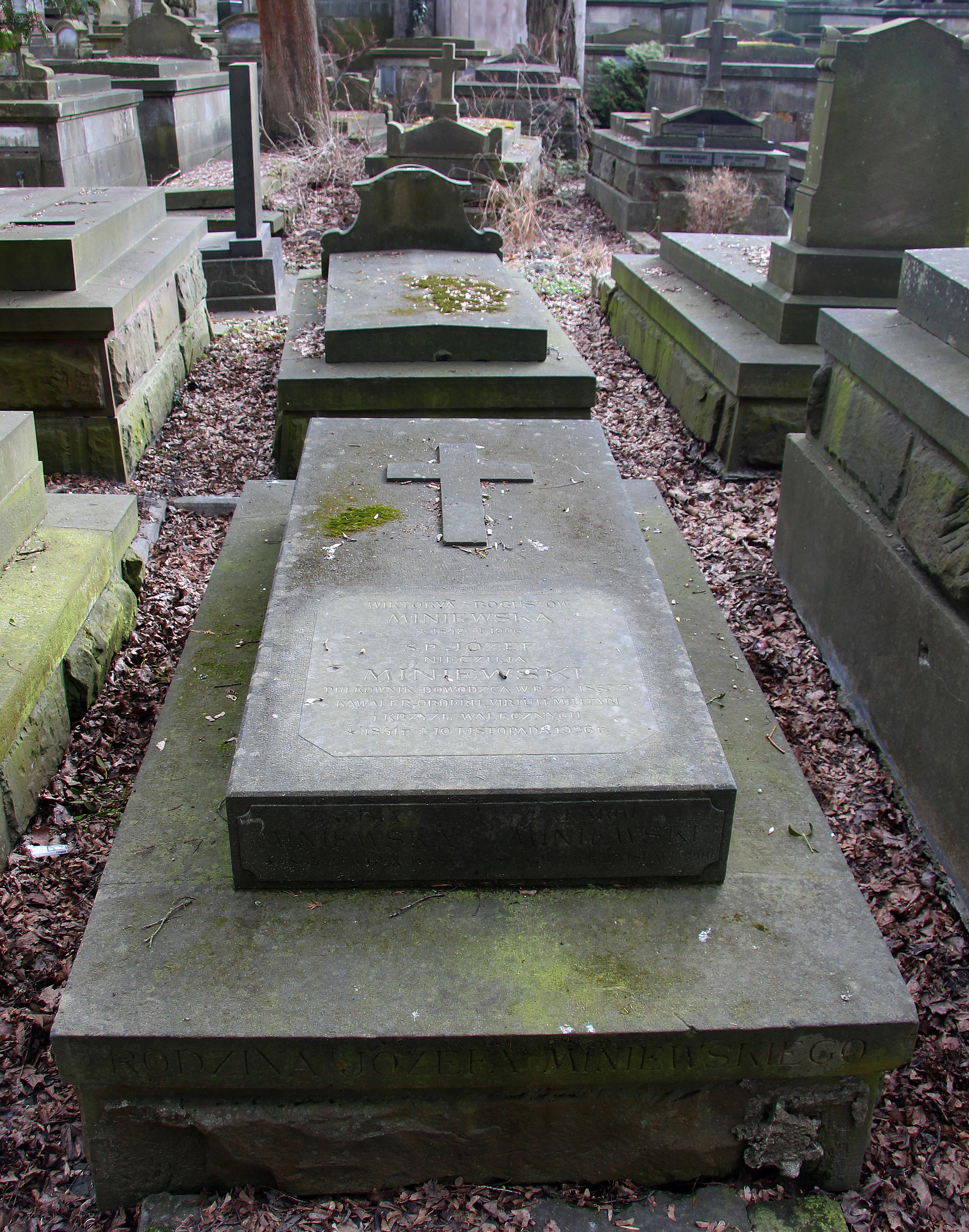
Grób Józefa Miniewskiego

Józef Karol Nieczuja Miniewski (ur. 30 kwietnia 1841 w Wilczogórze, zm. 11 listopada 1926 we Lwowie) – polski pułkownik, uczestnik powstania styczniowego, kawaler Krzyża Srebrnego Orderu Virtuti Militari, trzykrotnie odznaczony Krzyżem Walecznych.

## Życiorys
Urodził się w majątku Wilczogóra (Wilcza Góra) k. Grójca (dziś gmina Belsk Duży, woj. mazowieckie). Jego ojcem był Władysław Miniewski (1795–1865) urzędnik w autonomicznych władzach Królestwa Polskiego (referendarz stanu w Komisji Przychodów i Skarbu w Warszawie), sędzia pokoju powiatu czerskiego, a także poeta, dramaturg, krytyk literacki i tłumacz. Matką Józefa była Karolina Amalia Ludwika Lessel (1815–1893), córka warszawskiego cukiernika.
Kształcił się w rosyjskich szkołach wojskowych w Petersburgu (Nikołajewska Szkoła Inżynierii i Akademia Inżynierii Wojskowej). Jako rosyjski oficer wstąpił do nielegalnego spiskowego Koła Oficerów Polskich. Tropiony przez tajną policję uznany został za rewolucjonistę. Obawiając się aresztowania zwolnił się ze służby wojskowej i wrócił do rodzinnego majątku.
Rok później przystąpił do powstania styczniowego. Swoją działalność w powstaniu rozpoczął walkami w Grójcu, następnie nad rzeką Pilicą, gdzie walczył m.in. w Białobrzegach i Przedborzu. W maju 1863 przeprowadził krótkotrwałą kampanię w pobliżu Olkusza. Stoczył bitwę pod Krzykawką. Walczył też pod rozkazami Langiewicza pod Małogoszczą i Pieskową Skałą. Po bitwie pod Grochowiskami przekroczył granicę i udał się do Krakowa. W Galicji już z awansem na pułkownika organizował Korpus Mazowiecki złożony z 500 ochotników, w tym z ok. 30 Włochów i Francuzów. Na czele oddziału wkroczył do Królestwa i stoczył trzy zwycięskie bitwy. Z powodu wyczerpania ludzi i zapasów powrócił na tereny austriackie. Zorganizował jeszcze jedną wyprawę ze Lwowa na Wołyń. Po upadku powstania, tropiony przez carską policję udał się do Paryża, gdzie został zatrudniony przez inżyniera Ferdinanda de Lessepsa do dobrze płatnych prac projektowych przy budowie Kanału Sueskiego. Wyjechał do Algierii i Egiptu, do 1871 roku pracował w rejonie Suez – Port Said. Po powrocie do Europy osiedlił się we Lwowie. Prowadził tam żywą działalność patriotyczną i społeczną. Mając lat 77, wspierał Orlęta Lwowskie w walkach o to miasto w latach 1918–1919. W 1920 na mocy ustawy o weteranach otrzymał potwierdzenie stopnia pułkownika (weterana). 
5 sierpnia 1921 Józef Piłsudski odznaczył go osobiście na stokach Cytadeli Warszawskiej, jako jedynego żyjącego dowódcę oddziału powstańczego, Krzyżem Srebrnym Orderu Wojskowego Virtuti Militari nr 4311, został także trzykrotnie odznaczony Krzyżem Walecznych i Odznaką Orląt. Pułkownik weteran WP Józef Miniewski zmarł we Lwowie w wieku 85 lat. Został pochowany z honorami generalskimi na Cmentarzu Łyczakowskim we Lwowie.